# Nicolas Diguiny
Nicolas Diguiny, född 31 maj 1988, är en fransk fotbollsspelare som spelar för Kalamata.

## Karriär
I juli 2020 värvades Diguiny av cypriotiska Apollon Limassol, där han skrev på ett kontrakt fram till maj 2022. I mars 2022 förlängde Diguiny sitt kontrakt med ett år samt med en option om ytterligare ett år. I september 2023 värvades han av AEZ Zakakiou.
I juli 2024 värvades Diguiny av grekiska Kalamata, där han skrev på ett tvåårskontrakt.